# Wioślarstwo na Letnich Igrzyskach Olimpijskich 1932
Wioślarstwo na Letnich Igrzyskach Olimpijskich 1932 w Los Angeles rozgrywane było w dniach 9–13 sierpnia 1932 r. Zawody odbyły się w Long Beach Marine Stadium.

## Wyniki
| Konkurencja           | Złoto | Czas   | Srebro | Czas   | Brąz | Czas   |
| Jedynki               | Australia Henry Pearce | 7:44,4 | USA William Miller | 7:45,2 | Urugwaj Guillermo Douglas | 8:13,6 |
| Dwójki podwójne       | USA William Gilmore Kenneth Myers                                                                                                 | 7:17,4 | Rzesza Niemiecka · Herbert Buhtz · Gerhard Boetzelen | 7:22,8 | Kanada Charles Pratt Noël de Mille | 7:27,6 |
| Dwójki bez sternika   | Wielka Brytania Lewis Clive Hugh Edwards                                                                                          | 8:00,0 | Nowa Zelandia Cyril Stiles Frederick Thompson | 8:02,4 | Polska Henryk Budziński Jan Krenz-Mikołajczak                                                                                          | 8:08,2 |
| Dwójki ze sternikiem  | USA Joseph Schauers Charles Kieffer Edward Jennings                                                                               | 8:25,8 | Polska Jerzy Braun Janusz Ślązak Jerzy Skolimowski | 8:31,2 | Francja Anselme Brusa André Giriat Pierre Brunet                                                                                       | 8:41,2 |
| Czwórki bez sternika  | Wielka Brytania John Badcock Hugh Edwards Rowland George Jack Beresford                                                           | 6:58,2 | Rzesza Niemiecka · Karl Aletter · Ernst Gaber · Walter Flinsch · Hans Maier                                                                                          | 7:03,0 | Włochy · Antonio Ghiardello · Francesco Cossu · Giliante D’Este · Antonio Garzoni Provenzani                                           | 7:04,0 |
| Czwórki ze sternikiem | Rzesza Niemiecka · Hans Eller · Horst Hoeck · Walter Meyer · Joachim Spremberg · Carlheinz Neumann                                | 7:19,0 | Włochy · Bruno Vattovaz · Giovanni Plazzer · Riccardo Divora · Bruno Parovel · Giovanni Scher                                                                        | 7:19,2 | Polska Jerzy Braun Janusz Ślązak Stanisław Urban Edward Kobyliński Jerzy Skolimowski                                                   | 7:26,8 |
| Ósemki                | USA Edwin Salisbury James Blair Duncan Gregg David Dunlap Burton Jastram Charles Chandler Harold Tower Winslow Hall Norris Graham | 6:37,6 | Włochy · Vittorio Cioni · Renato Bracci · Mario Balleri · Dino Barsotti · Roberto Vestrini · Guglielmo Del Bimbo · Enrico Garzelli · Renato Barbieri · Cesare Milani | 6:37,8 | Kanada Earl Eastwood Joseph Harris Stanley Stanyar Cedric Liddell Harry Fry William Thoburn Donald Boal Albert Taylor George MacDonald | 6:40,4 |